# Cladoniaceae
Cladoniaceae Zenker, 1827 è una famiglia di licheni crostacei e squamosi appartenenti all'ordine Lecanorales.
È uno dei taxa di licheni più diffusi, potendo riscontrarne in ogni ecosistema e ad ogni latitudine. Il genere caratteristico di questa famiglia è Cladonia, che ne raggruppa le principali caratteristiche: un tallo crostaceo che si sviluppa in squamoso, pur molto imbricato nel substrato, e lo sviluppo di apoteci all'estremità dei podezi. Il podezio cresce perpendicolarmente rispetto al tallo ed è sempre costituito dalle ife del fungo e dalle cellule di un'alga simbionte, aprendosi all'estremità a forma di coppa per formare le ascospore. La riproduzione sessuale ha luogo a partire da soredi e isidi, disseminandosi sotto forma di masse di ife e cellule dell'alga, allo scopo di colonizzare nuovi ambienti. La crescita di queste specie è molto lenta, arrivando a raggiungere un centimetro all'anno.

## Tassonomia
La famiglia comprende i seguenti generi:
- Calathaspis
- Capitularia
- Carassea
- Cenomyce
- Cladia
- Cladina
- Cladonia
- Cladoniomyces
- Metus
- Muhria
- Myelorrhiza
- Notocladonia
- Pilophoron
- Pilophorus
- Pycnothelia
- Ramalea
- Scyphophorus
- Squamella
- Thysanothecium

### Alcune specie

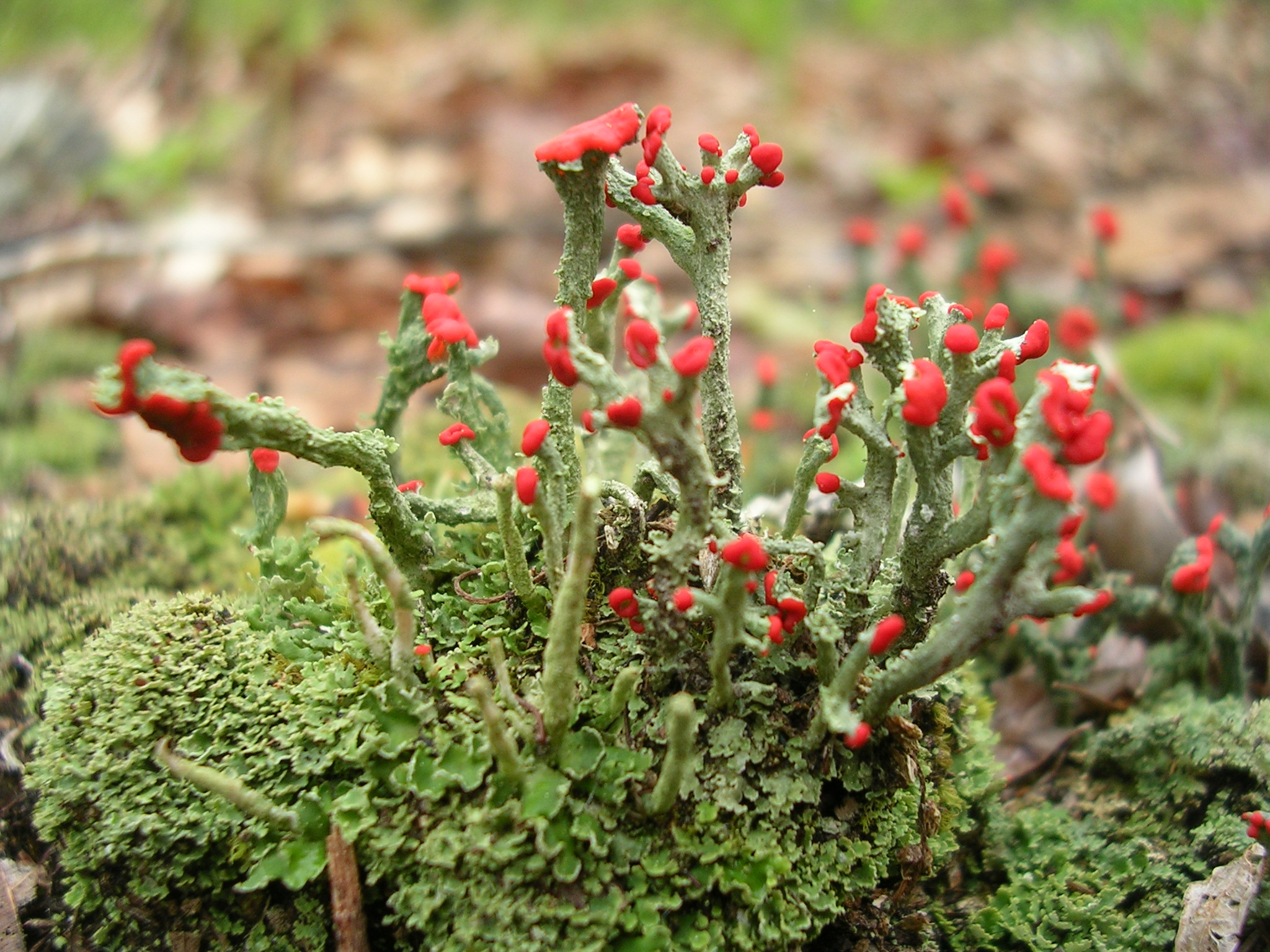
Cladonia cristatella
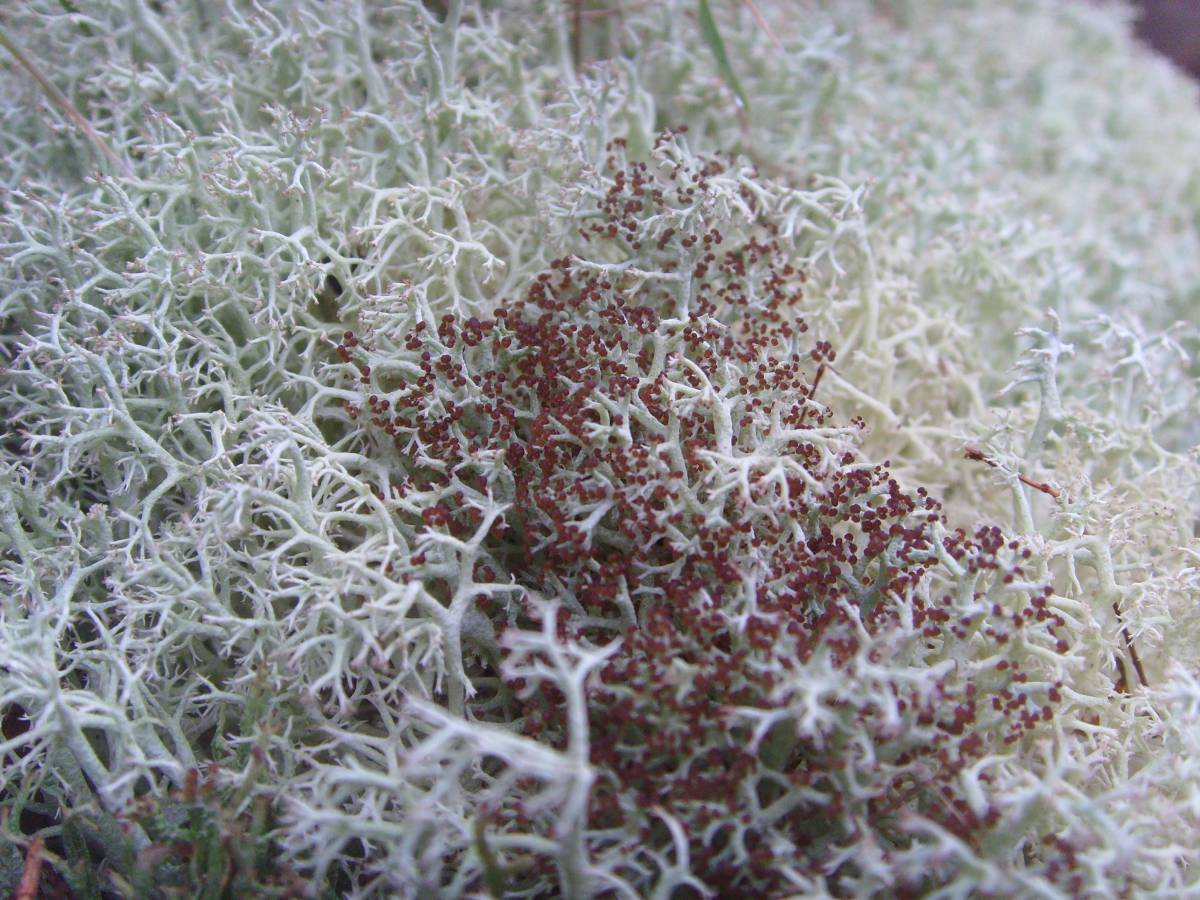
Cladonia portentosa
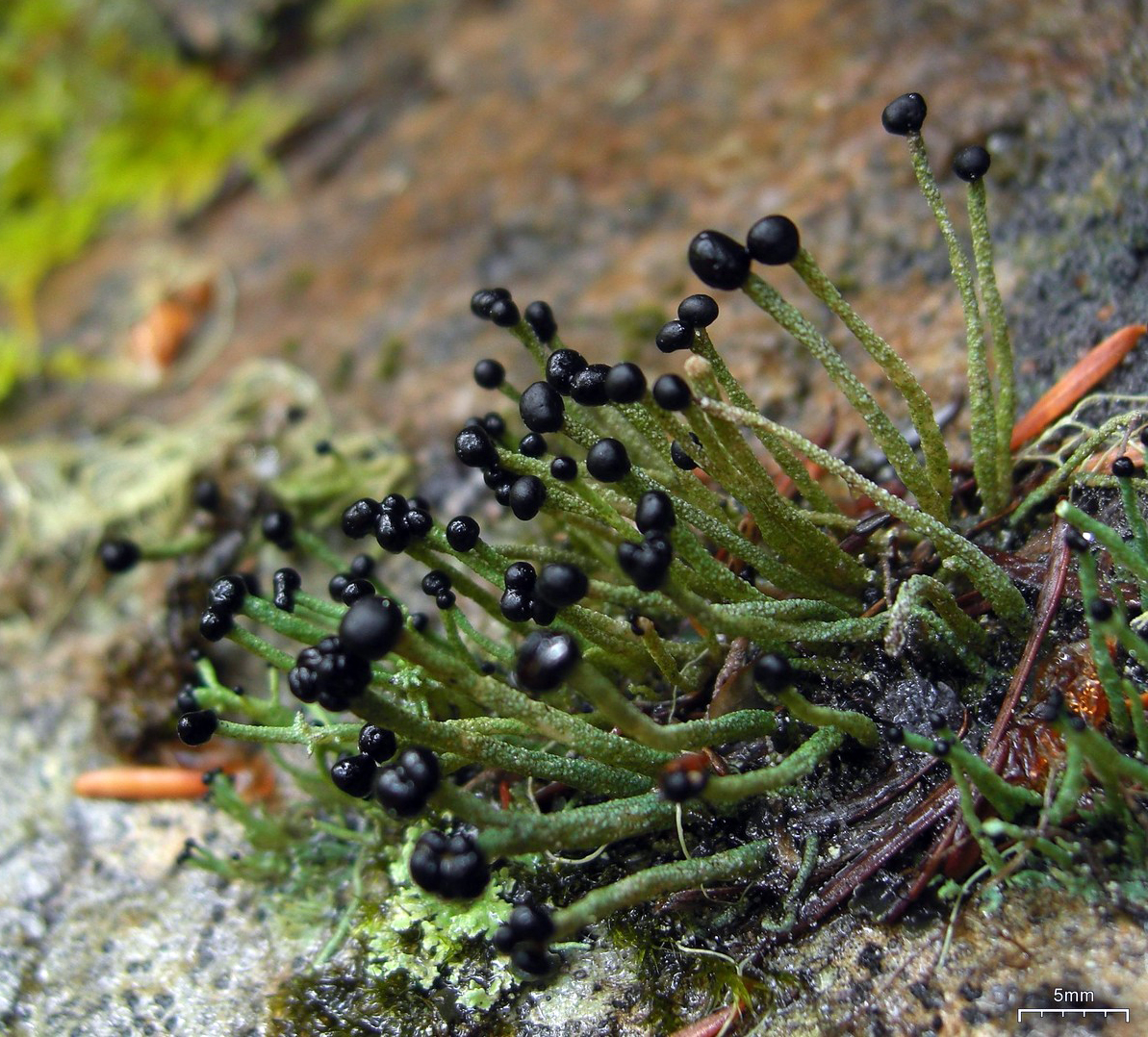
Pilophorus aciculare
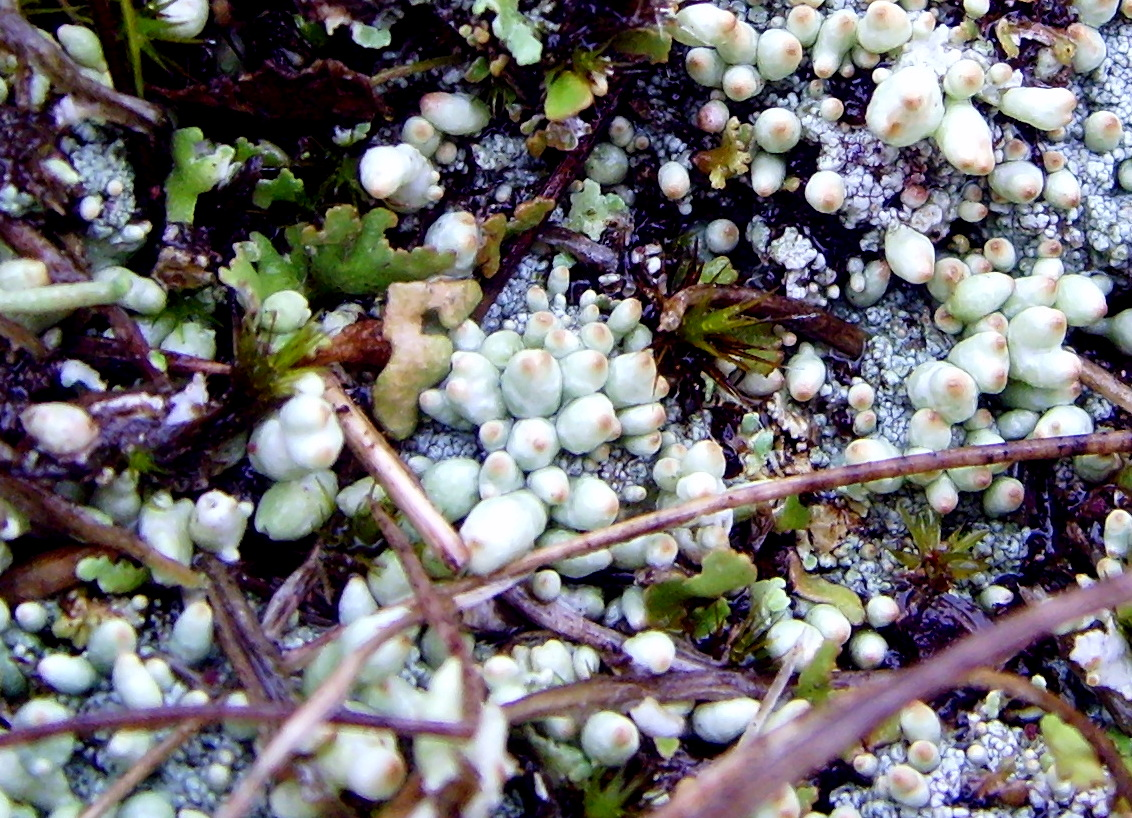
Pycnothelia papillaria